# Ненад Поповић (фудбалер)
Ненад Поповић је бивши српски и југословенски фудбалер.
Најпознатији је по томе што је са Борцем из Бања Луке освојио Куп Југославије 1988. године. Победили су у финалу купа са 1:0 Црвену звезду на стадиону ЈНА, а Поповић је одиграо свих деведесет минута.
Живи у Сједињеним Државама.

## Трофеји
- Борац Бања Лука
  - Куп Југославије: 1988.